# استرین
اِستِرَیــِن (به هلندی: Strijen) یک منطقهٔ مسکونی در هلند است که در هلند جنوبی واقع شده‌است. استرین ۰ متر بالاتر از سطح دریا واقع شده‌است.